# Tellervo emona
Tellervo emona är en fjärilsart som beskrevs av Hans Fruhstorfer 1911. Tellervo emona ingår i släktet Tellervo och familjen praktfjärilar. Inga underarter finns listade i Catalogue of Life.